# Saperda puncticollis
Saperda puncticollis är en skalbaggsart som beskrevs av Thomas Say 1824. Saperda puncticollis ingår i släktet Saperda och familjen långhorningar. Inga underarter finns listade i Catalogue of Life.